# Raymond Damadian
Raymond Damadian (ur. 16 marca 1936 w Nowym Jorku, zm. 3 sierpnia 2022) – amerykański fizyk, lekarz ormiańskiego pochodzenia, wynalazca pierwszego skanera służącego do rezonansu magnetycznego. Profesor medycyny i radiologii w Centrum Nauk o Zdrowiu Stanowego Uniwersytetu Nowego Jorku.

## Biografia
Przez osiem lat uczył się gry na skrzypcach w Juilliard School, w Nowym Jorku, po czym zdobył szesnastoletnie stypendium Fundacji Forda na Uniwersytet w Wisconsin. W 1956 roku, uzyskał tytuł licencjata z matematyki, a następnie zwrócił się ku medycynie, uzyskując w 1960 r. tytuł doktora medycyny na Albert Einstein College of Medicine, w Nowym Jorku.
W 1977 roku jako pierwszy wykonał pełne skanowanie ciała człowieka, w celu zdiagnozowania raka. Damadian wynalazł aparat i metodę bezpiecznego i dokładnego wykorzystania magnetycznego rezonansu jądrowego (NMR) w celu skanowania ludzkiego ciała. Odkrycie to dzisiaj jest znane jako obrazowanie metodą rezonansu magnetycznego (MRI). Na początku 1978 roku Damadian założył firmę FONAR w Melville, w stanie Nowy Jork, aby produkować skanery MRI.
W 1988 r. otrzymał National Medal of Technology i rok później został wprowadzony do National Inventors Hall of Fame. W 2001 roku otrzymał nagrodę od Lemelson–MIT Prize w wysokości 100 tysięcy dolarów, za całokształt twórczości jako „człowiek, który wynalazł skaner MRI”. Następnie współpracował z Wilsonem Greatbatch, pionierem wszczepianego rozrusznika serca, aby opracować stymulator kompatybilny z MRI. Instytut Franklina w Filadelfii uhonorował prace Damadiana nad rezonansem magnetycznym nagrodą Bower Award w dziedzinie przywództwa biznesowego.

## Wykluczony z Nagrody Nobla
W 2003 roku pojawiły się spekulacje dlaczego odmówiono dla Damadiana Nagrody Nobla przyznanej chemikowi Paulowi C. Lauterburowi i fizykowi Peterowi Mansfieldowi „za ich odkrycia dotyczące obrazowania metodą rezonansu magnetycznego”, którzy udoskonalili technikę Damadiana. Wśród możliwych rzekomych powodów odrzucenia jego nominacji znalazły się: fakt, że był lekarzem, a nie naukowcem akademickim, jego intensywny lobbing na rzecz nagrody, rzekomo szorstka osobowość i aktywne wspieranie kreacjonizmu młodej Ziemi.